# New Amsterdam (televisieserie uit 2018)
New Amsterdam is een Amerikaanse televisieserie die in première ging op 25 september 2018 op NBC. De serie is gemaakt door David Schulner, met hoofdrollen voor Ryan Eggold, Freema Agyeman, Janet Montgomery, Jocko Sims, Anupam Kher en Tyler Labine. De serie is gebaseerd op het boek Twelve Patients: Life and Death at Bellevue Hospital van Eric Manheimer.
In februari 2019 werd aangekondigd dat de serie was verlengd voor een tweede seizoen, dat in première ging op 24 september 2019. In januari 2020 verlengde NBC de serie met drie extra seizoenen. Het derde seizoen gaat in première op 2 maart 2021. In Nederland is de serie sinds februari 2021 beschikbaar op Netflix.

## Inhoud
New Amsterdam volgt dr. Max Goodwin terwijl hij de medisch directeur wordt van een van de oudste openbare ziekenhuizen van de Verenigde Staten, met als doel het verwaarloosde gebouw te hervormen door de bureaucratische problemen op te lossen en om uitzonderlijke zorg aan patiënten te bieden.

## Cast en personages

### Hoofdrolspelers
- Ryan Eggold als Dr. Maximus "Max" Goodwin, de nieuwe medisch directeur bij New Amsterdam Medical Center
- Janet Montgomery als Dr. Lauren Bloom, hoofd van de afdeling spoedeisende hulp
- Freema Agyeman als Dr. Helen Sharpe, hoofd Oncologie
- Jocko Sims als Dr. Floyd Reynolds, cardiovasculaire chirurg en hoofd van de afdeling Cardiale Chirurgie
- Tyler Labine als Dr. Ignatius "Iggy" Frome, psychiater en hoofd van de afdeling Psychologie
- Anupam Kher als Dr. Vijay Kapoor, hoofd van de Neurologische afdeling

## Afleveringen
| Seizoen | Afleveringen | Afleveringen | Uitzenddata (VS)  | Uitzenddata (VS)   |
| Seizoen | Afleveringen | Afleveringen | Eerste aflevering | Laatste aflevering |
| ------- | ------------ | ------------ | ----------------- | ------------------ |
| 1       | 22           | 22           | 25 september 2018 | 14 mei 2019        |
| 2       | 18           | 18           | 24 september 2019 | 14 april 2020      |
| 3       | 14           | 14           | 2 maart 2021      | 8 juni 2021        |
| 4       | 22           | 22           | 21 september 2021 | 24 mei 2022        |
| 5       | 13           | 13           | 20 september 2022 | nnb                |

## Productie

### Ontwikkeling
Op 25 september 2017 kondigde NBC aan dat het een pilot voor de serie had laten maken. De pilot, onder de naam Bellevue, is geschreven door David Schulner, die naast Peter Horton ook uitvoerend producent was. Eric Manheimer, de voormalige medisch directeur van het Bellevue Hospital in New York, zou als producer dienen. Universal Television was het productiebedrijf dat bij de pilot betrokken was.
Op 4 mei 2018 werd bekendgemaakt dat NBC de productie een eerste seizoen van de serie had besteld. Er werd ook gemeld dat Pico Creek Productions en Mount Moriah Productions als extra productiebedrijven zouden dienen. Op 10 oktober 2018 werd aangekondigd dat NBC negen extra afleveringen van de serie had besteld, waarmee het eerste seizoen in totaal op tweeëntwintig afleveringen kwam. Op 4 februari 2019 werd tijdens de jaarlijkse winterperstour van de Television Critics Association aangekondigd dat de serie voor een tweede seizoen was verlengd. In januari 2020 vernieuwde NBC New Amsterdam voor een derde, vierde en vijfde seizoen.

### Casting
In februari 2018 werd bekend dat Freema Agyeman, Anupam Kher, Janet Montgomery en Tyler Labine hoofdrollen in de pilot hadden. In maart 2018 werd gemeld dat Ryan Eggold en Jocko Sims ook bij de hoofdrollen zouden krijgen. Op 26 september 2018 werd aangekondigd dat Margot Bingham in een terugkerende rol bij de cast was gekomen. Op 6 november 2018 werd gemeld dat Sendhil Ramamurthy ook een bijrol kreeg.

### Filmen
De opnames voor de serie vinden plaats in ziekenhuizen in de omgeving van New York, waaronder Bellevue Hospital en omgeving, Metropolitan Hospital Center, Woodhull Hospital en Kings County Hospital Center . In oktober 2018 heeft Universal Television aan NYC Health + Hospitals, het bedrijf dat toezicht houdt op de openbare ziekenhuizen in New York, US$665,000betaald om in de ziekenhuizen te filmen. Robert de Luna, een woordvoerder van Health + Hospitals, zei dat bepaalde gebieden die "leeg en onbemand zijn ... een geweldige kans bieden voor een productiebedrijf en een welkome bron van inkomsten voor ons gezondheidssysteem".
Op 12 maart 2020 werd de productie van New Amsterdam en andere Universal Television-series stopgezet vanwege de COVID-19-pandemie. Een voorraad persoonlijke beschermingsmiddelen die door de serie werden gebruikt, werd geschonken aan het New York State Department of Health .

## Mogelijke spin-off
In januari 2020 zei NBC Entertainment-baas Paul Telegdy: "Er is een mogelijkheid voor een spin-off. Ik kan me een hele wereld voorstellen rondom New Amsterdam." Op dat moment voegde Nellie Andreeva van Deadline Hollywood eraan toe dat er geen gesprekken gaande waren, maar dat de leden van de productie open stonden voor de mogelijkheid vanwege de diepgang van de personages. In een spin-off zouden die verder kunnen worden uitgediept.